# Lý Thời Trân

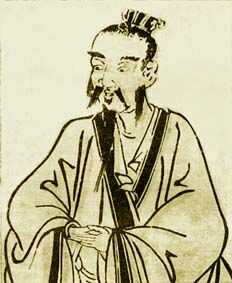
Chân dung Lý Thời Trân

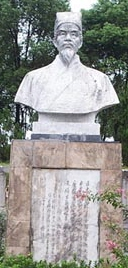
Tượng bán thân Lý Thời Trân trong vườn thuốc tại Kỳ Châu.

Lý Thời Trân (giản thể: 李时珍; phồn thể: 李時珍, 1518–1593), tự là Đông Bích (東璧), lúc già có hiệu là Tần Hồ sơn nhân (瀕湖山人), là một danh y và nhà dược học nổi tiếng của Trung Quốc thời nhà Minh, người Kỳ Châu (nay là trấn Kỳ Châu, huyện Kỳ Xuân, địa cấp thị Hoàng Cương, tỉnh Hồ Bắc). Ông là tác giả của cuốn Bản thảo cương mục hoàn thành năm 1578, viết về công dụng trong đông y của các loại thảo dược, dược liệu Trung Hoa. Ông cũng được coi là một trong các nhà tự nhiên học vĩ đại nhất tại Trung Quốc, và ông rất quan tâm tới việc phân loại chính xác các thành phần thảo dược.

## Tiểu sử
Ông sinh trưởng trong gia đình theo nghề thầy thuốc. Khi Lý Thời Trân sinh ra, có một con nai trắng đi vào phòng. Kể từ khi còn nhỏ, Lý Thời Trân đã được cho là có mệnh học thứ gì đó liên quan đến trường sinh bất tử.
Ngay từ nhỏ ông đã có chí hướng theo nghề y cứu người. Nhưng theo trào lưu xã hội phong kiến Trung Hoa trọng khoa cử để làm quan nên năm 14 tuổi, ông đã đi thi và đỗ tú tài. Tuy vậy, sau ba lần thi cử nhân đều không đỗ, ông đã xin cha mình theo học y thuật và hành nghề thầy thuốc. Sau trên mười năm học tập gian nan, khi trên 30 tuổi, ông đã trở thành một thầy thuốc nổi tiếng khắp vùng.
Năm 1551, do trị khỏi bệnh cho con của hoàng thân nhà Minh là Phú Thuận vương Chu Hậu Khôn tiếng tăm của ông lan xa, ông được Sở vương Chu Anh Kiểm ở Vũ Xương mời làm chức Phụng từ chính ở vương phủ, kiêm chức Lương y sở sự vụ. Năm 1556, ông lại được tiến cử chức Thái y viện phán quan ở Thái y viện. Nhưng vì không thích công danh, nên một năm sau ông từ chức về nhà chuyên tâm viết sách y thuật.
Từ năm 35 tuổi (1552), ông đã bắt đầu biên soạn sách Bản thảo cương mục. Để biết rõ hình trạng, tính chất, mùi vị, công hiệu, v.v... của các loại thảo dược, dược liệu đông y, ông đã đi điền dã bốn phương, sưu tầm khắp thâm sơn cùng cốc. Sau 27 năm lao động khó nhọc, với 3 lần sửa đổi bản thảo lớn, vào năm 1578 (ở tuổi 61) ông đã hoàn thành bộ sách. Nhưng phải tới năm 1596, ba năm sau khi ông qua đời, bộ sách Bản thảo cương mục mới chính thức được xuất bản tại Kim Lăng (nay là Nam Kinh). Bộ sách này là một cống hiến vĩ đại cho sự phát triển ngành dược liệu học Trung Quốc. Bộ sách được coi là một pho từ điển bách khoa của Trung Quốc về y dược đông y với nội dung gồm: 16 phần, 53 quyển, 2 triệu chữ tập hợp khoảng 1.893 loại cây thuốc (374 trong số đó do chính Lý Thời Trân nghiên cứu, chưa từng xuất hiện trong bất kỳ tài liệu nào trước đây), cùng 11.096 đơn thuốc (khoảng 8.000 đơn thuốc trong số đó từng ít được biết đến). Bộ sách này cũng miêu tả kiểu, dạng, hương vị, bản chất và ứng dụng của 1.094 cây thuốc trong điều trị bệnh. Bản thảo cương mục cũng được dịch ra nhiều thứ tiếng và luôn là công trình tham khảo hàng đầu trong y học cổ truyền. Bộ sách của ông đề cập tới nhiều lĩnh vực khoa học khác nhau, như thực vật học, động vật học, khoáng vật học và luyện kim. Bộ sách này được tái bản thường xuyên và 5 cuốn của bản in đầu tiên vẫn còn tồn tại.
Là danh y giỏi về kinh mạch học đông y nên ngoài Bản thảo cương mục, Lý Thời Trân còn viết 11 quyển sách khác, bao gồm Tần Hồ mạch học (瀕湖脈學) và Kỳ kinh bát mạch khảo (奇經八脈考).